# Adeem

Adam Arnone (nascido em 1978), mais conhecido pelo seu nome artístico Adeem (pronunciado "A-D-M" e às vezes estilizado como ADeeM), é um rapper, produtor e empresário norte-americano de Keene, New Hampshire. Ele é mais conhecido por seu trabalho com o grupo de hip hop Glue e por ter vencido a batalha de MCs do Scribble Jam em 1998 e 2001. Também é o fundador da ECHO FINCH, uma agência criativa e selo musical.

## Biografia
Adeem começou a rimar aos 15 anos, quando formou um grupo chamado Mellow Minds com dois rappers locais em Keene, New Hampshire. O grupo se apresentou na rádio da Keene State College entre 1994 e 1996, período no qual Adeem começou a praticar freestyle. Em 1996, conheceu o DJ MF Shalem, com quem passou a desenvolver rotinas e performances ao vivo. Em 1998, durante uma viagem a Portland, Maine, o rapper Sole convenceu Adeem a participar do Scribble Jam junto com seu grupo, The Live Poets. Embora não tivesse intenção de competir na batalha de MCs, seus amigos o inscreveram sem avisar. Adeem acabou vencendo a competição após derrotar Slug, do grupo Atmosphere, na final — sua primeira vitória em uma competição oficial.
No dia seguinte à batalha, Mr. Dibbs expandiu a equipe de DJs 1200 Hobos para incluir MCs, e Adeem foi convidado para o grupo, junto com Buck 65, Sixtoo, Slug, Doseone, Eyedea, Adverse, Sole e Alias. Apesar de o coletivo nunca ter lançado um projeto conjunto, Adeem se manteve como membro por vários anos. No final de 1998, Adeem conheceu Sage Francis em um evento de microfone aberto em Providence, Rhode Island. Os dois passaram a colaborar e se apresentar juntos durante alguns anos. Em 1999, eles viajaram a Halifax, Nova Escócia, onde gravaram uma faixa de 30 minutos com Buck 65 e Sixtoo, conhecida como The Untitled Canadian Recordings. Nesse período, colaboraram também com Sole e Alias na música "I'm Afraid", lançada no álbum Sick of Waiting... de Sage Francis. Ainda em 1999, Adeem e DJ MF Shalem gravaram seu primeiro álbum, The First Few Inches, lançado em fita cassete. Produzido quase inteiramente por Shalem, o álbum foi copiado manualmente, com encartes cortados à mão. O disco contou com participação do rapper Adverse, que se juntou à dupla em 2000 para formar o grupo The Dorian Three. Nos anos seguintes, o grupo lançou dois álbuns e fez turnês nacionais. No verão de 2001, Adeem finalizou seu primeiro álbum solo, Sweet Talking Your Brain, com produção de um coletivo chamado Vinyl Monkeys (formado por MF Shalem, The Eclectic, Elektro4, Scott Matelic, Moodswing9, DJ Mayonnaise e Maker). O disco foi lançado de forma independente no outono de 2001, e posteriormente licenciado pela Syntax Records (EUA) e pela Tri Eight Records (Japão). A gravadora japonesa lançou ainda um single em vinil com as faixas "Sweet Talk", "Forgotten Habit" e "Stargazing". Adeem retornou ao Scribble Jam em 2001 e venceu novamente, derrotando nomes como Sage Francis, Blueprint e Mac Lethal — tornando-se o primeiro artista a vencer a batalha duas vezes. Como DJ MF Shalem estava em turnê com Sage Francis, Adeem se uniu ao DJ DQ para criar um novo projeto ao vivo. Ao mesmo tempo, recebeu beats do produtor Maker, de Chicago. Após colaborações bem-sucedidas, os três se reuniram em Aurora, Illinois, para formar um novo grupo chamado Glue (inicialmente chamado Seconds Away). Em 2003, Adeem participou de uma batalha de MCs no programa Last Call with Carson Daly, terminando em segundo lugar, atrás de Breez Evahflowin. A batalha final teve duas rodadas, mas apenas uma foi ao ar na NBC. Em 2004, o grupo Glue lançou seu primeiro álbum, Seconds Away, que recebeu críticas positivas de veículos especializados e blogs. No mesmo ano, participaram do Warped Tour, se apresentando em todos os shows do verão. O segundo álbum do grupo, Catch as Catch Can, foi lançado em 16 de setembro de 2006 e também recebeu elogios da crítica. Estima-se que quase 10 mil cópias foram vendidas no mundo todo. O trio fez três turnês nos EUA entre 2006 e 2007, tocando com artistas como Solillaquists of Sound, X:144 & SPS e Hangar 18. Em janeiro de 2008, a MTV2 destacou o Glue no programa On the Rise como um grupo inovador da cena hip hop de Chicago. Após uma turnê curta em 2008, o grupo entrou em hiato. O álbum The Volume in the Ground, lançado em maio de 2011, contou com colaborações de DJ MF Shalem, Maker, Chadeo e Nobs. As gravações dos vocais foram feitas em Orlando, Flórida, com participação de Swamburger e Alexandrah, do grupo Solillaquists of Sound. O álbum foi lançado de forma independente pelo selo Winners Never Sleep Records. No início de 2011, Adeem e DJ MF Shalem começaram a trabalhar em uma continuação de seu álbum de 2004. Intitulado Made in New Hampshire, o álbum foi lançado em 13 de novembro de 2012.

## Discografia
Adam and the Flood
- Move Toward Life (Nancy Lives! Records, 2017)
- Never Alone (Nancy Lives! Records, 2019)
- COPE pts 1 and 2  (Echo Finch, 2020)

Adeem
- Sweet Talking Your Brain (Syntax/Tri-Eight Records, 2002)
- The Volume in the Ground (Winners Never Sleep Records, 2011)

Adeem & Shalem
- The First Few Inches (Childproof Records, 1999)
- Transitions (Shake It Records, 2004)
- Made in New Hampshire (Childproof Records, 2011)

The Dorian Three (Adeem com Adverse & Shalem)
- The Dorian Three (Childproof Records, 2000)
- Down World, Up Songs (Childproof Records, 2004)

Glue (Adeem com Maker & DJ DQ)
- Seconds Away (Ramona Records, 2003)
- Sunset Lodge (Shake It Records, 2005)
- Catch as Catch Can (Fat Beats Records, 2006)

Feats
- Passage & The Bomarr Monk - "Resonance" de Moods & Symptoms (2000)
- Sixtoo - "The Canada Project" de Songs I Hate (And Other People Moments) (2001)
- Sole - "Lyrically Able" from Learning to Walk (2002)
- Deeskee - "Joy 2 the World" de Lovingly Fragmented Memories of Deeskee (2002)
- Wordz - "Weekend" de You Haven't Heard Me Yet (2003)
- Maker - "Jumpin Lily" de Honestly (2003)
- Qwel - "Live Outro" de Stone Soup (2005)
- Playdough - "Jon Bon Iver" de Writer Dye: Deux or Die (2012)
- Qwel & Maker - "En Garde (Remix)" de Beautiful EP (2013)
- Figure - "Check My Movements" de Gravity (2015)
- Pine Grove - "4:3" de When We Meet Again (2016)
- Oldeaf “Ada” de Smile (2016)
- Seez Mics “Float Away” de With (2017)
- Tomy Wealth “Liberty” de Prey (2018)
- Bluesleep “Cavalier” de I’m going for your soul….10 years on (2019)
- Inspiration “Mentor e Protege” de The Journey Has Just Begun (2020)
- Maker “Summer Streets” de Sights Unseen (2020)
- Eyenine “Old & Bitter” de A Little Above Low Key (2021)